# Michele Di Gregorio
Michele Di Gregorio, né le 27 juillet 1997 à Milan en Italie, est un footballeur international italien, qui évolue au poste de gardien de but à la Juventus FC, en prêt de l'AC Monza.

## Biographie

### Débuts professionnels
Né à Milan en Italie, Michele Di Gregorio est formé par l'un des clubs de sa ville natale, l'Inter Milan. Il est prêté pour la saison 2017-2018 à l'AC Renate, en Serie C.
Le 24 août 2018 Di Gregorio est prêté à un autre club de Serie C, le Novare Calcio, pour la saison 2018-2019.

### Pordenone Calcio
Le 10 juillet 2019 Di Gregorio est à nouveau prêté pour une saison, cette fois dans un club de Serie B, le Pordenone Calcio, pour la saison 2019-2020.Il joue son premier match lors de la troisième journée de championnat, le 13 septembre 2019 contre le Spezia Calcio. Titulaire ce jour-là, il garde sa cage inviolée et son équipe s'impose (1-0).

### AC Monza
En août 2020 Michele Di Gregorio est prêté une saison avec option d'achat à l'AC Monza.
Di Gregorio joue son premier match pour Monza le 29 septembre 2020, lors d'une rencontre de coupe d'Italie face à l'US Triestina. Titularisé, il garde sa cage inviolée et son équipe l'emporte (3-0 score final).
Le 18 juin 2021, le prêt de Di Gregorio à l'AC Monza est renouvelé d'une saison avec une obligation d'achat en cas de montée en première division. Lors de cette saison 2021-2022, il participe à la montée du club en Serie A, l'AC Monza accédant pour la première fois de son histoire à l'élite du football italien après être sorti victorieux d'un match de barrage face au Pise SC,.